# ヘルメネギルド
ヘルメネギルド （Hermenegild、550年/557年頃?/564年 - 585年4月13日）は、西ゴートの王族である。レオヴィギルド王の長男。彼は当時イベリア半島で支配的だったアリウス派の教育を受けた（これに対しヒスパノ・ローマ人はカトリックだった）。彼のカトリックへの改宗は父親との対立を生む原因となり、父親に対して反乱を起こし、捕らえられてから死んだ。
西ゴート王レオヴィギルドとヒスパノ・ローマ人の妻テオドシアの子で長男であり、レカレド1世の兄である。父の共同統治者であったリウヴァ1世は伯父（父の兄）にあたる。また、妻は西ゴート王アタナギルドの孫イングンデ。
イングンデの母ブルンヒルドは、バルト家の西ゴート王アマラリックの娘ゴイスウィンタと、西ゴート王アタナギルドの次女である。
ヘルメネギルドがイングンデとの間に儲けた子が曾祖父と同名のアタナギルドで、女系を通じてアマラリックの玄孫にあたり、バルト家の血筋を後代に伝えている。
彼はカトリックの殉教者として1585年に列聖された。彼は改宗者の守護聖人とされ、聖名祝日は4月14日である。

## 生涯
579年、ヘルメネギルドはアウストラシア王シギベルト1世の娘イングンデ（566年/567年- 584年/585年/586年?）を妃とした。イングンデはカトリック教徒であり、レオヴィギルドの妃でヘルメネギルドの継母であるゴイスインタから信仰を捨てるよう圧力をかけられながら、彼女は固く信仰を守った。
妃イングンデと、レアンデルスの影響から、ヘルメネギルドはカトリックに改宗した。彼の親族はアリウス派の信仰に戻るよう要求したが、彼は拒絶した。その結果、彼は父レオヴィギルドに対して反乱を起こした。彼は東ローマ帝国に支援を求めたものの、東ローマの反応はなかった。しばらくして彼は教会へ逃げ込んだ。イングンデはヒスパニアの東ローマ都市へ息子アタナギルドを連れて逃れた。東ローマ都市はイングンデ母子を引き渡せというレオヴィギルドの要請を拒否している。イングンデはコンスタンティノープルへ向かう途中、カルタゴで死んで北アフリカに埋葬された。アタナギルドは無事コンスタンティノープルに到着し宮廷で育てられた。イングンデの母であり、ゴイスインタの次女ブルンヒルドは母子の身の上を気遣っており、イングンデの死を薄々知った後も、孫にあたるアタナギルドの無事を確かめてその身柄を取り戻そうと、東ローマ皇帝マウリキウスとその皇妃コンスタンティナを始めとする東ローマ宮廷や帝国の聖俗諸高官に多数の書簡を送り続けたが、西ゴート王国の王位継承権を持っているこの幼子を外交交渉の駆け引きにおいて貴重な人質として重視していた東ローマ帝国の意向によりアタナギルドは解放されることなく、やがて東ローマ宮廷の公式記録から姿を消した。
なお、ブルンヒルドが出した多数の書簡は、17世紀初頭にハイデルベルク大学の図書館の古文書の中から偶然発見され、「アウストラシア書簡」と呼ばれている極めて貴重な史料の一部分を成している。これらにはアタナギルド本人に宛てた書簡も含まれている。
ヘルメネギルド自身の末路も哀れだった。レオヴィギルドは聖域を侵す事はせず、ヘルメネギルドと対話させるためにレカレドを送り、和平を求めた。ヘルメネギルドは父に降伏した。
一方でゴイスインタは王族の中で別の疎外感を味わうようになった。ヘルメネギルドはタラゴナかトレドに幽閉された。
セビリャの塔に幽閉されている際、ヘルメネギルドのところへ、復活祭の時期にアリウス派の聖職者がやってきた。ヘルメネギルドは異端の聖職者のミサと、彼らの手からの聖体拝領を断固拒否した。レオヴィギルドは息子に死刑を宣告し、ヘルメネギルドは処刑された。

## 基本史料
ヘルメネギルドの反乱についての基本史料としてはトゥールのグレゴリウス『歴史十巻』・ビクラルのヨハネス『年代記』・イシドールス『ゴート人の歴史』が知られるが、それぞれの記述の間には齟齬があり、ヨハネスとイシドールスはヘルメネギルドの改宗について記しておらず、特にイシドールスは著書の中で、「父親を裏切った長男」だという否定面だけを強調している。しかしながら、ローマ教皇グレゴリウス1世が『対話録』の中でヘルメネギルドの改宗に触れているため、改宗は史実と見て間違いないとされている。

## 影響・評価
ヘルメネギルドの反乱について、トゥールのグレゴリウスや教皇グレゴリウス1世は仔細に記述し、この事件をのちのレカレド王の改宗に至る前史的な出来事として特筆した。これに対し、セビリャのイシドールスの『ゴート史』やゴート人ヨハンネスによる『年代記』など、西ゴート王国で書かれた史料はこの事件にほとんど注目していない。ここに西ゴート王国の内部と外部で明確な意識の違いを見ることができる。
さらにレオヴィギルドについて、後者ヒスパニアの史料はこの君主を政治的軍事的統一を西ゴート王国にもたらした英主として描くのに対し、教皇グレゴリウス1世は「異端者、子殺し」と呼んでおり、相違が見られる。グレゴリウス1世はレオヴィギルドが臨終に際してカトリックに改宗したことを記して、彼に好意を示すもののその叙述は護教的である。
一方トゥールのグレゴリウスはグレゴリウス1世とは異なり、レオヴィギルドの政治的手腕を高く評価し、その視点はヒスパニアの史家に近い。

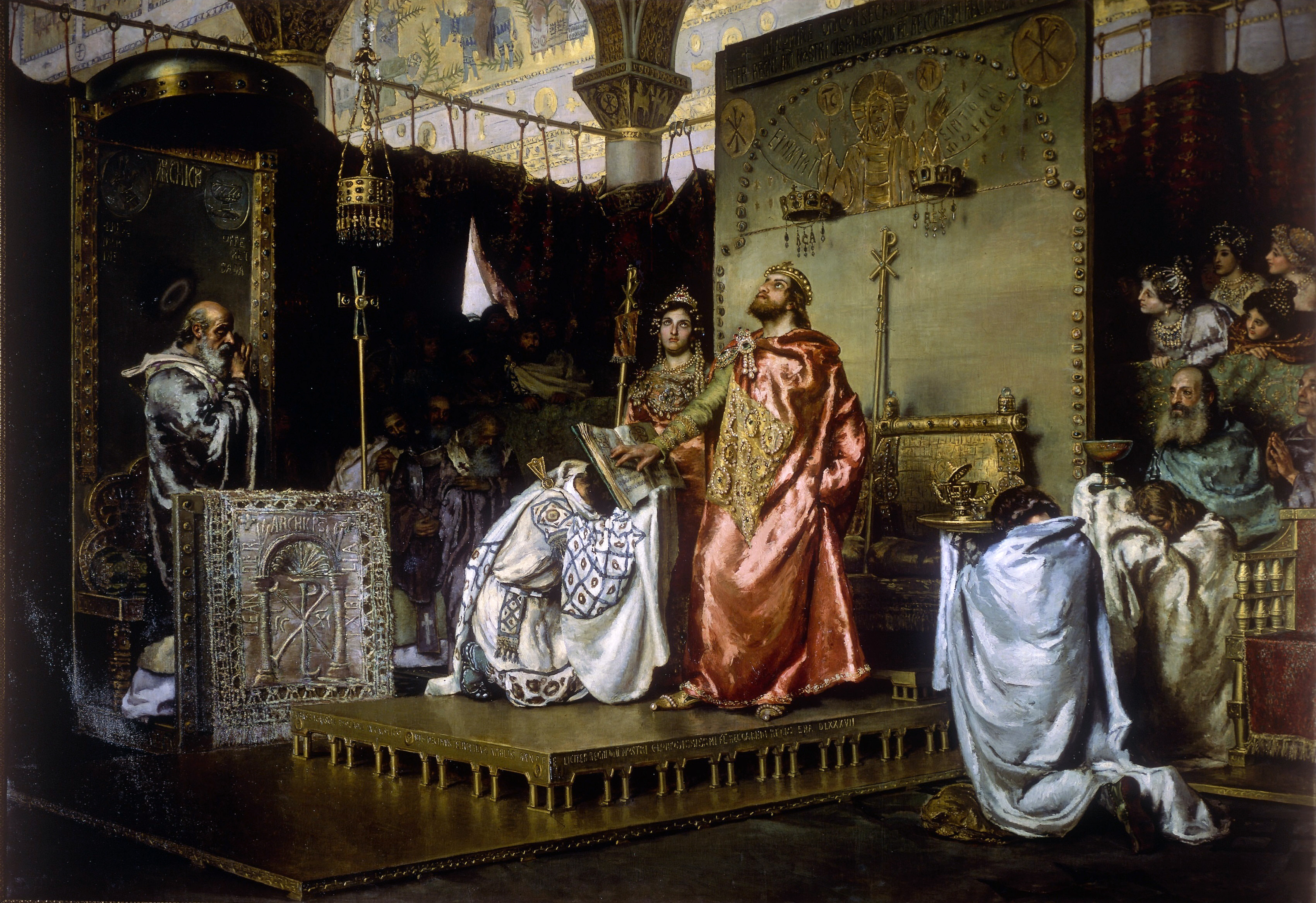
レカレド王の改宗

この違いはレカレド王の改宗を巡る記述にも見られ、このことは同じ西ゴート王国の外部者という立場に立つ両者であるが、部族国家内部に生きるトゥールのグレゴリウスと、ローマでビザンツ帝国の影響下に生きる教皇グレゴリウス1世の思想状況の違いを示している。

## ギャラリー

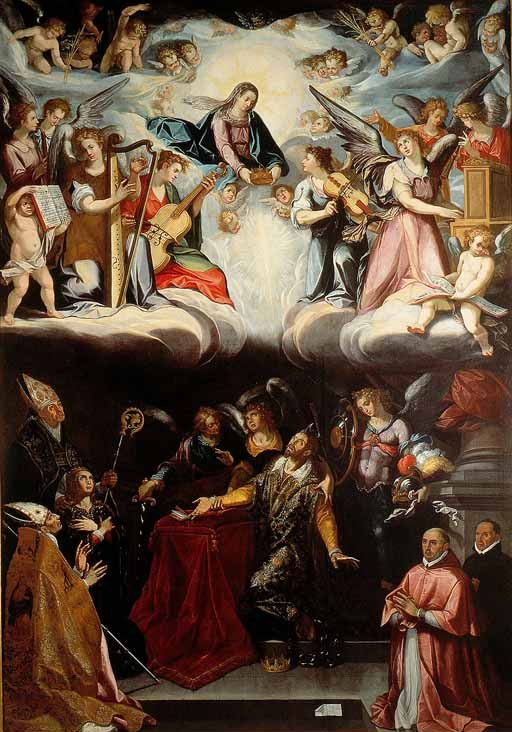
聖ヘルメネギルドの死 、Alonso Vázquez, 1602 (セビーリャ美術館)
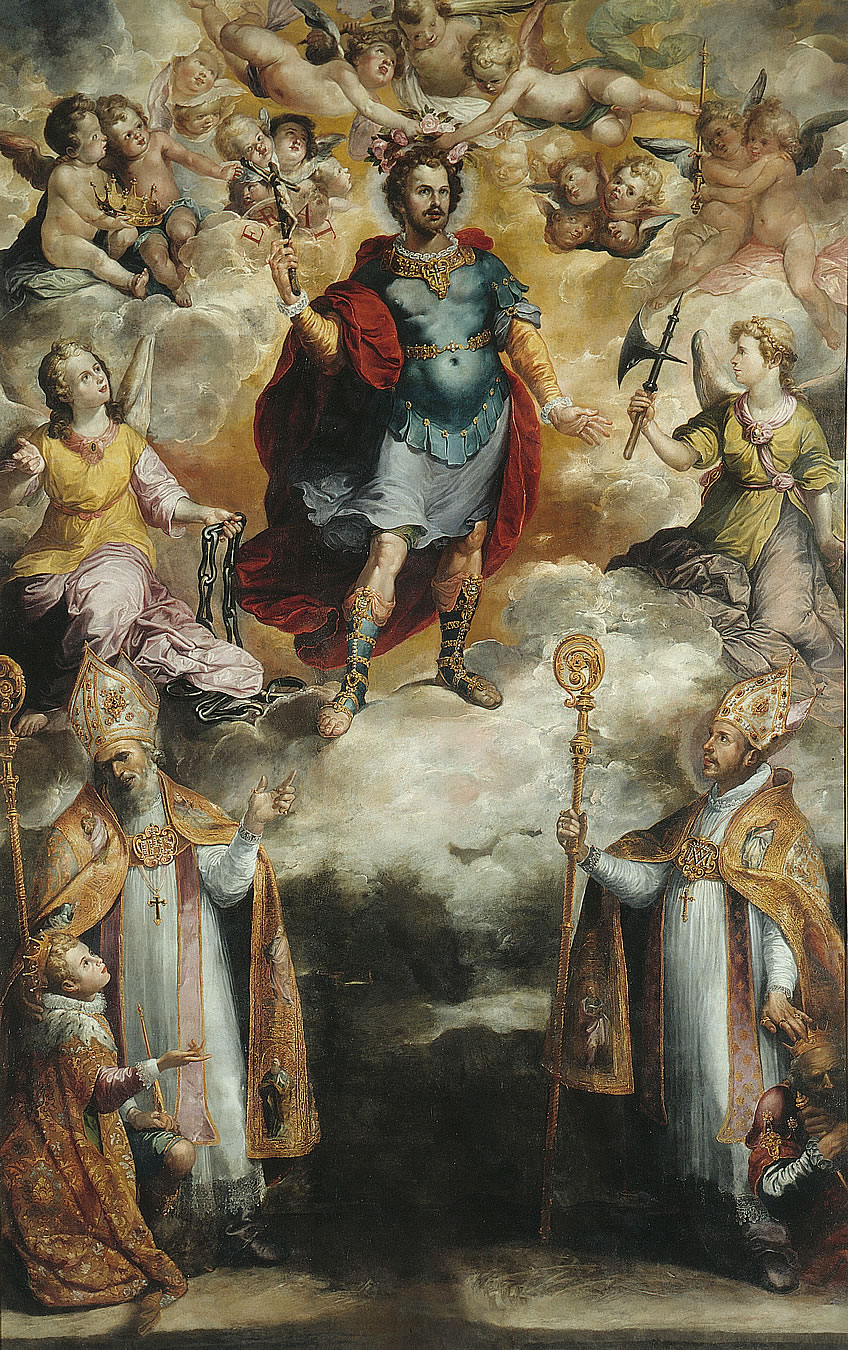
聖ヘルメネギルドの勝利、 フランシスコ・エレーラ (父) (セビーリャ美術館)
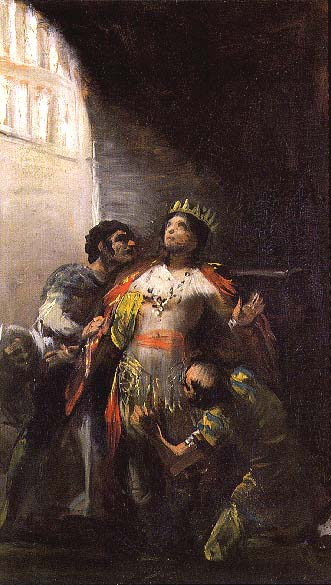
囚われの聖ヘルメネギルド 、 フランシスコ・デ・ゴヤ ( Museo Lázaro Galdiano)